# Atahualpa Yupanqui
Pour les articles homonymes, voir Yupanqui.
Atahualpa Yupanqui, né Héctor Roberto Chavero Aramburu, le 31 janvier 1908 dans le partido de Pergamino en Argentine, et mort le 23 mai 1992 à Nîmes, en France, est un poète, chanteur et guitariste argentin. Ses compositions font partie du répertoire d'innombrables artistes, tant dans son pays que dans différentes parties du monde. Il est considéré comme le folkloriste argentin le plus important de sa génération.
Son pseudonyme, choisi dès l'adolescence, est formé d'Atahualpa,  et de Yupanqui. Atahualpa yupanqui signifierait « celui qui vient de contrées lointaines pour dire quelque chose », en langue quechua.

## Biographie
Son père est d'ascendance quechua  et exerce comme télégraphiste ferroviaire et comme dresseur de chevaux, sa mère est basque. Atahualpa grandit dans un premier temps à El Campo de la Cruz, au nord de Buenos Aires. Puis il passe le reste de son enfance à Fortín Roca, autre village de la Pampa, où son père travaille.
Enfant gaucher, dès l’âge de six ans il apprend à jouer du violon avec le curé du village, mais s'oriente bientôt vers la guitare, sous la direction du maestro Bautista Almirón.
À la mort de son père, en 1921, il se décide à devenir artiste et pratique divers métiers pour gagner sa vie. Il parcourt alors les grands espaces de son pays, découvrant la réalité misérable dans laquelle vit le peuple des campagnes, indien ou métis. Il devient leur porte-parole dans ses premières compositions — Camino del Indio, Nostalgia de Tucumán. En 1928, journaliste à Buenos Aires, il rencontre l’anthropologue Alfred Métraux, avec qui il explore la Bolivie. Sa connaissance intime des êtres, des paysages, des coutumes ancestrales et de l’âme indienne nourrit son inspiration.
En 1948, après deux emprisonnements pour son appartenance au Parti communiste de l'Argentine sous le régime autoritaire de Juan Perón, il s'exile en France. Il fait ses débuts en 1950 sur scène, présenté par Édith Piaf au théâtre de l'Athénée, à Paris. Il acquiert une certaine notoriété et il devient l’ami de Louis Aragon, Paul Éluard, Picasso, Rafael Alberti. Il multiplie les tournées en Europe et dans le monde entier. En 1952, Yupanqui décide de rompre avec le communisme. La déception qu'il ressent à l'égard de l'Union soviétique lors de son passage dans des pays comme la Hongrie, la Bulgarie, la Roumanie et la Tchécoslovaquie entre 1948 et 1950 se répercute également dans sa décision.
Les années 1960 sont celles de sa consécration internationale. Tournées en Europe, aux États-Unis, en Amérique latine, au Japon, au Maroc, en Israël.
L'artiste compose quelque 350 chansons officiellement enregistrées selon les formes mélodiques du folklore argentin, il compose des milongas, des chacareras, des vidalas, des zambas, des bagualas, des canciones. Parfois, les musiques de ses chansons sont composées par sa femme Antoinette Pépin-Fitzpatrick, dite « Nénette » (pianiste et compositrice née à Saint-Pierre-et-Miquelon, et morte le 14 novembre 1990 à Buenos Aires), qui signe alors ses musiques sous le pseudonyme de Pablo del Cerro.
En 1985, il reçoit en Argentine un prix de la Fondation Konex en tant que plus grande figure de l'histoire de la musique populaire argentine.
En 1986, il est fait chevalier de l'ordre des Arts et des Lettres en France.
Il meurt en 1992 à Nîmes après un concert du groupe El Pueblo à l'Odéon. Suivant sa volonté, son corps est rapatrié dans son pays natal et repose à Cerro Colorado (province de Córdoba), l'endroit préféré de sa femme (d'où le « Cerro » de son pseudonyme).

## Interprètes
Ses compositions font partie du répertoire de nombreux artistes d'Argentine et du monde, tels que : Los Albas, Pedro Aznar, Juan Carlos Baglietto, Enrique Bunbury, Facundo Cabral, Jorge Cafrune, Los Chalchaleros, Ignacio Corsini, Alberto Cortez, Divididos, Los Fronterizos, Horacio Guarany, Liliana Herrero, Inti-Illimani, Jairo, Mikel Laboa, Marie Laforêt, Víctor Jara, José Larralde, Ángel Parra, Violeta Parra, Soledad Pastorutti, Suma Paz, Federico Pecchia, Amando Risueño, Joaquín Sabina, el Dúo Salteño, Mercedes Sosa, Soy aventurero, Los Tucu Tucu, Chavela Vargas, Daniel Viglietti, Alfredo Zitarrosa, Eduardo Calvo et Roberto Aussel, entre autres.

## Publication
- Piedra sola, 1941
- Cerro Bayo, 1943
- Aires indios, 1946
- Tierra que Anda, 1948
- Guitarra, 1954
- El canto del viento, 1965
- El payador perseguido 1965
- Del algarrobo al cerezo, 1977 (avec illustrations de Santiago Paz)
- Confesiones de un payador 1984
- Horizons de pierre, 1988
- La palabra sagrada 1989
- La capataza, 1992

## Discographie

### 78 tours
| Année | Maison d'édition    | Série   | Face A                                 | Face B                                       |
| ----- | ------------------- | ------- | -------------------------------------- | -------------------------------------------- |
| 1936  | Odeón – El Mangruyo | 00001   | Caminito del indio                     | Mangruyando                                  |
| 1936  | Odeón – El Mangruyo | 00002   | La vidala del adiós                    | Paso de los andes                            |
| 1936  | Odeón – El Mangruyo | 00003   | Apariencias                            | Cumbres siempre lejos                        |
| 1941  | Odeón               | 900     | La cochamoyera                         | Hui jo, jo, jo                               |
| 1941  | Odeón               | 901     | Viene clareando                        | Ahí andamos, señor                           |
| 1942  | Victor              | 39729   | Viento, viento                         | Zamba del adiós                              |
| 1942  | Victor              | 39751   | Vidala del cañaveral                   | Danza de la luna                             |
| 1942  | Victor              | 39823   | Tierra jujeña                          | Huajra                                       |
| 1942  | Victor              | 60-0026 | Vidala del silencio                    | La churqueña                                 |
| 1942  | Victor              | 60-0108 | Camino a los valles                    | Carguita de tola                             |
| 1943  | Victor              | 60-0183 | Regreso del pastor                     | Kaluyo de Huáscar                            |
| 1943  | Victor              | 60-0217 | Zamba del colalao                      | Cañada honda                                 |
| 1944  | Odeón               | 902     | Zambita de los pobres                  | Noche en los cerros                          |
| 1944  | Odeón               | 903     | El arriero                             | A orillas del Yi                             |
| 1944  | Victor              | 60-0261 | La viajerita                           | Malambo                                      |
| 1944  | Victor              | 60-0321 | Piedra y camino                        | Me voy                                       |
| 1944  | Victor              | 60-0460 | El kachorro                            | La flor del cardón                           |
| 1944  | Victor              | 60-0499 | Camino del indio                       | La andariega                                 |
| 1945  | Odeón               | 904     | Arenita del camino                     | Zamba del grillo                             |
| 1945  | Odeón               | 905     | Huella triste                          | Campo abierto                                |
| 1945  | Odeón               | 906     | Minero soy                             | Pastito quemado                              |
| 1945  | Victor              | 60-0667 | La arribeña                            | Una canción en la montaña                    |
| 1946  | Odeón               | 907     | La añera                               | Chilca Juliana                               |
| 1946  | Odeón               | 908     | Alegría en los pañuelos                | Andando                                      |
| 1946  | Odeón               | 909     | A qué le llaman distancia              | Canto del peón envejecido                    |
| 1947  | Odeón               | 910     | Recuerdos del Portezuelo               | La pobrecita                                 |
| 1948  | Odeón               | 911     | Adiós Tucumán                          | Tú que puedes, vuélvete                      |
| 1951  | Le Chant du Monde   | 546     | Danza de la paloma enamorada           | Basta ya                                     |
| 1951  | Le Chant du Monde   | 547     | Antigua melodía                        | Preguntitas sobre Dios                       |
| 1951  | Le Chant du Monde   | 548     | La pobrecita                           | Canción del pampino                          |
| 1951  | Le Chant du Monde   | 549     | Shoro                                  | Baguala de los mineros                       |
| 1951  | BAM                 | 112     | Baguala                                | Vidala                                       |
| 1951  | BAM                 | 113     | Pastorale Indienne                     | Danse du maíz mur                            |
| 1951  | BAM                 | 114     | Malambo                                | Duerme, Duerme Negrito                       |
| 1953  | Odeón               | 55550   | Camino del indio (nueva versión)       | Zambita del Alto Verde                       |
| 1953  | Odeón               | 55605   | Adiós Tucumán                          | Aire de vidalita riojana                     |
| 1953  | Odeón               | 55653   | Tú que puedes, vuélvete                | Gramilla                                     |
| 1953  | Odeón               | 55660   | Viene clareando (versión instrumental) | Ahí andamos, señor                           |
| 1953  | Odeón               | 55697   | Tierra querida                         | Malquistao                                   |
| 1953  | Odeón               | 55783   | El vendedor de yuyos                   | Cruz del sur                                 |
| 1953  | Odeón               | 55811   | Chacarera de las piedras               | Minero soy (versión instrumental)            |
| 1954  | Odeón               | 55839   | Recuerdos del Portezuelo               | huajra                                       |
| 1954  | Odeón               | 55893   | Cencerro                               | El bien perdido                              |
| 1954  | Odeón               | 55926   | La tucumanita                          | Las cruces                                   |
| 1954  | Odeón               | 51610   | Indiecito dormido                      | Zamba del grillo (versión instrumental)      |
| 1954  | Odeón               | 51622   | El alazán                              | Danza de la paloma enamorada                 |
| 1955  | Odeón               | 51722   | El aromo                               | Lloran las ramas del viento                  |
| 1955  | Odeón               | 51738   | El rescoldeao                          | Zamba del ayer feliz                         |
| 1955  | Odeón               | 51762   | El Tulumbano                           | Huella, huellita                             |
| 1955  | Odeón               | 51824   | Zamba de mi pago                       | Leña verde                                   |
| 1956  | Odeón               | 51842   | La montaraza                           | A qué le llaman distancia                    |
| 1956  | Odeón               | 51948   | La zamba soñadora                      | Canción del carretero (versión instrumental) |
| 1956  | Odeón               | 51966   | La estancia vieja                      | La humilde (versión instrumental)            |
| 1957  | Odeón               | 52058   | Zambita del buen amor                  | Chacarera del pantano                        |
| 1957  | Odeón               | 52083   | Canción de los horneros                | Vidala                                       |
| 1957  | Odeón               | 52115   | El llanto                              | La colorada                                  |
| 1957  | Odeón               | 52145   | Los ejes de mi carreta                 | Vidala religiosa                             |
| 1957  | Odeón               | 52210   | Burruyacu                              | El coyita                                    |
| 1957  | Antar-Telefunken    | P6006   | La pastorcita perdida                  | Malambo en la pulperia                       |
| 1957  | Antar-Telefunken    | P6019   | El alazán                              | Duerme changuito                             |
| 1957  | Antar-Telefunken    | P6056   | Guitarra dímelo tú                     | La zamba perdida                             |
| 1957  | Odeón               | 52288   | Oración a Pérez Cardozo                | Zamba del pañuelo                            |
| 1957  | Odeón               | 52318   | Luna tucumana                          | Romance de la vidala                         |
| 1957  | Odeón               | 52401   | Canciones del abuelo                   | Estrellita                                   |
| 1957  | Odeón               | 52443   | Flor del cerro                         | El pocas pulgas                              |
| 1960  | Odeón               | 52612   | Pobrecito mi cigarro                   | Payando                                      |
| 1960  | Odeón               | 52685   | Canción del cañaveral                  | La del campo                                 |
| 1961  | Odeón               | 52667   | Agua escondida                         | Mi caballo perdido                           |

### 33 tours et CDs
| Année | Maison d'édition     | Série                 | Títle                                            |  |
| ----- | -------------------- | --------------------- | ------------------------------------------------ |  |
| 1953  | Odeón                | LDS 134               | Una voz y una guitarra (Volumen 1)               |  |
| 1954  | BAM                  | LD 301                | Récital du guitariste Atahualpa Yupanqui         |  |
| 1955  | Odeón                | LDS 186               | Camino del indio (Volumen 2)                     |  |
| 1956  | Odeón                | LDS 253               | Solo de guitarra (Volumen 3)                     |  |
| 1957  | Odeón                | LDS 277               | Canto y guitarra (Volumen 4)                     |  |
| 1957  | Antar-Telefunken     | PLP 2006              | Canciones del solitario                          |  |
| 1957  | Antar-Telefunken     | PLP 2008              | Guitarra… dímelo tú                              |  |
| 1957  | RCA Victor           | AVL 3086              | Camino del indio                                 |  |
| 1958  | Odeón                | LDS 297               | Canto y guitarra (Volumen 5)                     |  |
| 1958  | Odeón                | LDS 721               | Solo de guitarra (Volumen 6)                     |  |
| 1960  | Odeón                | LDS 797               | Canto y guitarra (Volumen 7)                     |  |
| 1960  | Odeón                | LDS 804               | A qué le llaman distancia (Volumen 8)            |  |
| 1961  | Odeón                | LDS 817               | Arenita del camino (Volumen 9)                   |  |
| 1962  | RCA Victor           | AVL 3412              | Atahualpa Yupanqui                               |  |
| 1964  | Odeón                | LDI 204               | Selva, pampa y cerro (Volumen 10)                |  |
| 1964  | Odeón                | LDI 205               | El payador perseguido (Volumen 11)               |  |
| 1966  | Odeón                | LDB 99                | Atahualpa Yupanqui (Volumen 12)                  |  |
| 1967  | Crown                | LW-5186               | Alma de guitarra - Yupanqui recital              |  |
| 1967  | Odeón                | LDB 136               | A la noche la hizo Dios                          |  |
| 1968  | Odeón                | DMO 55528             | Tierra querida                                   |  |
| 1968  | RCA Victor           | LPM 10374             | El hombre, el paisaje y su canción               |  |
| 1968  | RCA Victor           | LPM 10383             | Y el dolor ¿quién se lo paga?                    |  |
| 1968  | Le Chant du Monde    | LDXS 74371            | ¡Soy libre! ¡Soy bueno!                          |  |
| 1969  | Odeón                | CM 4084               | Campo abierto                                    |  |
| 1969  | RCA Victor           | LSP 10405             | Preguntan de donde soy                           |  |
| 1969  | Le Chant du Monde    | LDXS 74394            | Campesino - Duerme Negrito                       |  |
| 1969  | Le Chant du Monde    | LDX 74415             | Preguntitas sobre Dios                           |  |
| 1970  | RCA Victor           | LSP 10420             | Recital en España                                |  |
| 1970  | Le Chant du Monde    | LDX 74439             | Special Instrumental                             |  |
| 1971  | Le Chant du Monde    | LDX 74457             | Basta ya                                         |  |
| 1971  | EMI - Odeón          | 4344                  | Lloran las ramas del viento                      |  |
| 1971  | Odeón                | LDB 1029              | La nadita                                        |  |
| 1971  | Odeón                | LDB 1049              | Yo me criao a puro campo                         |  |
| 1972  | Odeón                | CM 4144               | El aromo                                         |  |
| 1973  | EMI - Odeón          | 60001                 | Mi tierra, te están cambiando                    |  |
| 1973  | Le Chant du Monde    | LDX 74506             | El payador perseguido                            |  |
| 1974  | EMI - Odeón          | 6633                  | Milongas del paisano                             |  |
| 1974  | Le Chant du Monde    | LDX 74540             | Canción para Pablo Neruda                        |  |
| 1974  | Capitol              | SLEMN 511             | ...La pura verdad… Las preguntitas               |  |
| 1975  | Capitol              | SLEMN 571             | Canción para Pablo Neruda                        |  |
| 1976  | Capitol              | SLEMN 675             | Narrarás                                         |  |
| 1977  | Le Chant du Monde    | LDX 74631             | Camino del indio                                 |  |
| 1979  | EMI - Odeón          | 8793                  | Pasaban los cantores                             |  |
| 1979  | Le Chant du Monde    | LDX 74697             | Vidala del silencio                              |  |
| 1980  | EMI - Capitol        | 33C 062 451344        | Mi viejo potro tordillo                          |  |
| 1980  | Microfon             | SUP 80-118            | El canto del viento                              |  |
| 1981  | Le Chant du Monde    | LDX 74744             | Madre del monte                                  |  |
| 1981  | Microfon             | SUP 80-145            | Quisiera tener un monte                          |  |
| 1983  | EMI - Odeón          | 6551                  | Las preguntitas                                  |  |
| 1984  | Microfon             | SUP 80-282            | La pampa de antes                                |  |
| 1985  | Microfon             | SUP 80-289            | Para rezar en la noche                           |  |
| 1997  | Fonovisa Argentina   | ECD 3004              | La palabra y el canto vivo de Atahualpa Yupanqui |  |
| 1998  | DBN                  | 51396                 | Testimonio I                                     |  |
| 1998  | DBN                  | 51496                 | Testimonio II                                    |  |
| 1998  | DBN                  | 51596                 | Testimonio III (Rastros)                         |  |
| 2000  | Frémeaux et Associés | FA439                 | Buenas noches, compatriotas                      |  |
| 2000  | Melopea              | CDMSE 5140            | La palabra (Grabaciones inéditas)                |  |
| 2000  | EMI                  | 7243 5 28909 2 7      | El andar                                         |  |
| 2000  | EMI                  | FA7243 5 28865 2 4439 | Don Ata                                          |  |
| 2002  | Melopea              | CDMSE 5141            | La guitarra (Grabaciones inéditas)               |  |
| 2002  | Pläne Pop (BMG)      | 88875                 | La paloma enamorada                              |  |
| 2004  | Pläne                | CD 88900              | Concierto instrumental                           |  |